# Fernando Sánchez Dragó
Fernando Sánchez Dragó (Madrid, 2 d'octubre de 1936 - Castilfrío de la Sierra, 10 d'abril de 2023) va ser un assagista, romanista i crític literari espanyol. També va treballar com a presentador de televisió.
En el llibre "Dios los cría..." de l'any 2010, que va coescriure amb Albert Boadella, declarà i presumí d'haver mantingut relacions sexuals amb dues nenes menors d'edat, de tretze anys, quan ell Fernando vivia al Japó als anys seixanta i era professor de literatura.
Va morir a causa d'una aturada cardiorespiratòria al seu domicili el 10 d'abril de 2023.

## Obres
- España Viva (1967)
- Gárgoris y Habidis. Una Historia Mágica de España ISBN 978-84-08-03817-7 (1978)
- La España Mágica. Epítome de Gárgoris y Habidis (1983)
- Eldorado (1984)
- Finisterre: Sobre Viajes, Travesías, Naufragios y Navegaciones (1984)
- Ideas para una Nueva Política Cultural (1984)
- Las Fuentes del Nilo ISBN 978-84-08-08367-2 (1986)
- Del Priscilianismo al Liberalismo: Doble salto sin red (1987)
- Volapié: Toros y Tauromagia (1987)
- El camino del Corazón ISBN 978-84-08-04926-5 (1990)
- La prueba del Laberinto ISBN 978-84-08-00155-3 (1992)
- La dragontea: Diario de un Guerrero ISBN 978-84-320-5956-8 (1992)
- Calendario Espiritual (1992)
- Discurso Numantino: Segunda y última salida de los ingeniosos hidalgos Gárgoris y Habidis ISBN 978-84-08-01401-0 (1995)
- La del Alba Sería ISBN 978-84-08-04517-5 (1996)
- Diccionario de la España Mágica (1997)
- En el alambre de Shiva ISBN 978-84-08-02330-2 (1997)
- El camino hacia Ítaca ISBN 978-84-08-02561-0 (1998)
- Historia Mágica del Camino de Santiago ISBN 978-84-08-03045-4 (1999)
- Carta de Jesús al Papa ISBN 978-84-08-03794-1 (Planeta, 2001)
- El Sendero de la Mano Izquierda ISBN 978-84-270-2851-7 (Martínez Roca, 2002)
- Sentado Alegre en la Popa ISBN 978-84-08-05268-5 (2004)
- Kokoro: A Vida o Muerte ISBN 978-84-9734-428-9 (Madrid, La Esfera de los Libros, 2005)
- Muertes Paralelas ISBN 978-84-08-07240-9 (Barcelona, Planeta, 2006)
- Libertad, fraternidad, desigualdad. Derechazos ISBN 978-84-96840-06-5 (Áltera, Madrid, 2007).[6]
- Diario de la noche. Los textos más polémicos del informativo nocturno más personal ISBN 978-84-08-07443-4 (Planeta, 2007)
- Y si habla mal de España, es español ISBN 978-84-08-07697-1 (Planeta, 2008)
- Soseki: Inmortal y tigre (Planeta, 2009)
- Historia mágica del camino de Santiago (Planeta, 2010)
- Dios los cría... y ellos hablan de sexo, drogas, España, corrupción... (Planeta, 2010)[7] ISBN 978-84-08-09457-9
- Esos días azules. Memorias de un niño raro (Planeta, 2011)
- Pacto de sangre: vidas cruzadas (Fernando Sánchez Dragó y Ayanta Barilli) (Temas de Hoy, 2013)
- La canción de Roldán: Crimen y castigo (Editorial Planeta, 2015)